# Pseudopotto martini
Pseudopotto martini là một loài động vật có vú trong họ Lorisidae, bộ Linh trưởng. Loài này được Schwartz miêu tả năm 1996.